# 네이선 콜린스
네이선 마이클 콜린스 (Nathan Michael Collins, 2001년 4월 30일 ~ )는 아일랜드의 축구 선수이며, 프리미어리그의 브렌트퍼드에서 센터백으로 뛰고 있다.
2022년 7월 12일 이적료 2,050만 파운드로 울버햄프턴 원더러스에 이적하며 아일랜드 축구 선수 중 역대 최고액을 기록한 선수가 됐다.